# Jeu-les-Bois

Jeu-les-Bois este o comună în departamentul Indre, Franța. În 1 ianuarie 2022 avea o populație de 405 de locuitori.